# Lima (Pennsylvanie)
Pour les articles homonymes, voir Lima (homonymie).
Lima (en anglais [ˈɫaɪ-mə]) est une census-designated place située dans le comté de Delaware, dans le Commonwealth de Pennsylvanie, aux États-Unis. Sa population s’élevait à 2 735 habitants lors du recensement de 2010.

## Source
- (en) Cet article est partiellement ou en totalité issu de l’article de Wikipédia en anglais intitulé « Lima, Pennsylvania » (voir la liste des auteurs).

1. ↑  (en) « Geographic Identifiers: 2010 Demographic Profile Data (G001): Lima CDP, Pennsylvania », U.S. Census Bureau, American Factfinder (consulté le 4 janvier 2016)